# لين سبنسر (مقدمة تلفزيونية)
لين سبنسر (بالإنجليزية: Lyn Spencer)‏ هي مقدمة تلفزيونية بريطانية، ولدت في 24 أكتوبر 1951.